# Стряма (железопътна гара)
Вижте пояснителната страница за други значения на Стряма.
Стряма е железопътна гара в България, област Пловдив, община Карлово на Подбалканската железопътна линия София – Бургас. Обслужва град Клисура, община Карлово.
Гарата е разположена в малка котловина на река Стряма под гребена Козница, по средата (на близо 500 метра от тях) между източния изход на железопътния тунел Козница и река Стряма, както и на 2 километра западно-северозападно от гр. Клисура. Съседната гара на запад е гара Копривщица (на 6 километра северно-северозападно от гр. Копривщица), а на изток – г. Клисура (в източния край на гр. Клисура).
Край гара Стряма има средновековно византийско селище.